# Медоу-Вудс (Флорида)

## География
По данным Бюро переписи населения США статистически обособленная местность Медоу-Вудс имеет общую площадь в 29,53 квадратных километров, водных ресурсов в черте населённого пункта не имеется.
Статистически обособленная местность Медоу-Вудс расположена на высоте 23 м над уровнем моря.

## Демография
| Год переписи        | Нас.  |  | %±     |
| ------------------- | ----- |  | ------ |
| 1990                | 4876  |  | —      |
| 2000                | 11286 |  | 131,5% |
| 1990–2000 Источник: |       |  |        |

По данным переписи населения 2000 года в Медоу-Вудс проживало 11 286 человек, 2850 семей, насчитывалось 3472 домашних хозяйств и 4441 жилой дом. Средняя плотность населения составляла около 382,19 человек на один квадратный километр. Расовый состав населённого пункта распределился следующим образом: 66,99 % белых, 11,95 % — чёрных или афроамериканцев, 0,55 % — коренных американцев, 2,42 % — азиатов, 0,12 % — выходцев с тихоокеанских островов, 4,65 % — представителей смешанных рас, 13,32 % — других народностей. Испаноговорящие составили 52,84 % от всех жителей статистически обособленной местности.
Из 3472 домашних хозяйств в 44,8 % воспитывали детей в возрасте до 18 лет, 60,9 % представляли собой совместно проживающие супружеские пары, в 15,7 % семей женщины проживали без мужей, 17,9 % не имели семей. 11,3 % от общего числа семей на момент переписи жили самостоятельно, при этом 2,9 % составили одинокие пожилые люди в возрасте 65 лет и старше. Средний размер домашнего хозяйства составил 3,25 человек, а средний размер семьи — 3,52 человек.
Население статистически обособленной местности по возрастному диапазону по данным переписи 2000 года распределилось следующим образом: 29,8 % — жители младше 18 лет, 9,3 % — между 18 и 24 годами, 32,1 % — от 25 до 44 лет, 20,7 % — от 45 до 64 лет и 8,0 % — в возрасте 65 лет и старше. Средний возраст жителей составил 33 года. На каждые 100 женщин в Медоу-Вудс приходилось 94,1 мужчин, при этом на каждые сто женщин 18 лет и старше приходилось 89,1 мужчин также старше 18 лет.
Средний доход на одно домашнее хозяйство статистически обособленной местности составил 46 033 доллара США, а средний доход на одну семью — 48 076 долларов. При этом мужчины имели средний доход в 30 081 доллар США в год против 21 960 долларов среднегодового дохода у женщин. Доход на душу населения статистически обособленной местности составил 46 033 доллара в год. 5,9 % от всего числа семей в населённом пункте и 7,5 % от всей численности населения находилось на момент переписи населения за чертой бедности, при этом 8,9 % из них были моложе 18 лет и 10,0 % — в возрасте 65 лет и старше.